# Населення Кропивницького
Населення Кропивницького станом на 1 березня 2015 року становило 232 052 особи, населення селища Нове, підпорядкованого міськраді Кропивницького — 8632 особи. Загальне населення міськради міста Кропивницького на 1 березня 2015 року — 240 684 особи, що становить 24,6 % населення Кіровоградської області. На початку 2014 р. за чисельністю населення серед міст України Кропивницький посідав 27-ме місце.

## Історична динаміка
| Рік/Роки | Населення, мешканців | Рік  | Населення, мешканців | Рік  | Населення, мешканців |
| -------- | -------------------- | ---- | -------------------- | ---- | -------------------- |
| 1770-ті  | 2400                 | 1910 | 76 000               | 1979 | 236 652              |
| 1784     | 4170                 | 1926 | 65 000               | 1989 | 269 803              |
| 1787     | 4746                 | 1939 | 100 300              | 1995 | 278 300              |
| 1858     | 23 700               | 1943 | 63 403               | 2001 | 254 103              |
| 1873     | 38 100               | 1959 | 128 207              | 2005 | 248 367              |
| 1897     | 61 500               | 1970 | 188 795              | 2009 | 245 700              |

## Вікова структура
Середній вік населення Кіровоградської міськради за переписом 2001 року становив 37,8 року. Середній вік чоловіків на 4,2 року менше ніж у жінок (35,5 і 39,7 відповідно). У віці молодшому за працездатний знаходилося 44 046 осіб (16,8 %), у працездатному віці — 165 140 осіб (62,9 %), у віці старшому за працездатний — 53 357 осіб (20,3 %). За статтю у місті переважали жінки, яких налічувалося 142 210 осіб (54,2 %), тоді як чоловіків 120 333 (45,8 %)/
Станом на 1 січня 2014 року статево-віковий розподіл населення Кіровоградської міськради був таким:
| Вік         | Чоловіки | Жінки  | Загалом |
| ----------- | -------- | ------ | ------- |
| 0—14        | 17 506   | 16 397 | 33 903  |
| 15—64       | 79 130   | 92 322 | 171 452 |
| 65 і старше | 11 093   | 21 871 | 32 964  |

## Національний склад
В етнічному складі населення Кропивницького більшість складають українці — за даними останнього Перепису населення України (2001) їхня питома частка склала 85,8 %, таким чином, збільшившись в порівнянні з 1989 роком на 9 %.
Численною є громада росіян (12 % від загалу у 2001 році). Також у місті проживають білоруси, молдовани, вірмени, болгари, грузини, німці та представники інших етносів. На представників усіх національних громад Кропивницького, крім українців та росіян, припадає лише трохи більш як 2 %.
Динаміка національного складу населення Кропивницького за даними переписів, %
|           | 1926 | 1939 | 1959 | 1989 | 2001 |
| --------- | ---- | ---- | ---- | ---- | ---- |
| Українці  | 44,6 | 72,0 | 75,0 | 76,9 | 85,8 |
| Росіяни   | 25,0 | 10,9 | 18,6 | 19,5 | 12,0 |
| Білоруси  | 0,2  | 0,4  | 0,8  | 0,8  | 0,5  |
| Молдовани | 0,2  | 0,7  | 0,4  | 0,5  | 0,3  |
| Євреї     | 27,7 | 14,6 | 4,4  | 1,9  | 0,1  |

Згідно з опитуваннями, проведеними Соціологічною групою «Рейтинг» у 2017 році, українці становили 90 % населення міста, росіяни — 6 %.

### Євреї у Кропивницькому
Історія єврейської громади міста розпочалася ще з часів, коли євреї поселилися біля стін фортеці святої Єлисавети. Про динаміку зростання кількісного складу єврейського населення у місті Єлисаветграді свідчить той факт, що у 1796 році тут проживали 423 євреї, а за результатами перепису 1859 року — 2323 представники цієї національності, що становило понад третину міського населення.
Євреї Єлисаветграда в кінці XIX століття були зайняті в основному на транспорті, у промисловості, торгівлі та охороні здоров'я та. Одна з перших у Російській імперії міська трамвайна мережа — за складом працівників майже цілком була єврейською. Працівники трамвайного парку та депо — інженери, техніки, слюсарі, ковалі, водії та кондуктори трамваїв — у своїй більшості були євреями.
Приватна лікарня секретаря Медичного Товариства невропатолога Ісака Гольденберга (нині лікарня № 3) стала першою лікарнею в місті і лишилася такою при радянській владі. Її будинок на розі сучасних вулиць Пашутінська та Дворцова під № 45/35 є пам'яткою архітектури в мавританському стилі.
Увійшли в історію імена композитора Юлія Мейтуса, драматурга Якова Гордіна, лікаря Натана Ширмана, письменника Ісаака Шкловського, поета Аминодава Шполянського (Дона Амінадо), фізико-хіміка Давида Талмуда та багатьох інших, які зробили величезний внесок у розвиток не лише вітчизняної, а й світових науки, культури, літератури тощо.
Відродження релігійної єврейської громади у Кропивницькому розпочалось з 1991 року після прийняття Закону України «Про свободу совісті та релігійні організації». Тоді ж громаді було передано приміщення синагоги та споруджено перший в Україні пам'ятник «Євреям — жертвам нацизму» на місці їхнього розстрілу.
З 1996 року релігійна громада прогресивного юдаїзму була перереєстрована і отримала назву «Атіква» («Надія»).
За словами керівника організації Емми Спектор зараз членами єврейської громади міста є понад 200 осіб. Переважно це люди пенсійного віку. При громаді успішно діють бібліотека та музей «Євреї Єлисаветграда». Книгозбірня нині налічує понад 3000 примірників, яких збирали члени громади. Тут проводились фестивалі єврейської Книги, заняття з вивчення національних традицій, історії, івриту, відбувалися зустрічі у літературній вітальні. Волонтери готують цікаві розповіді на зазначену тематику, приходить багато цікавих людей-земляків, кого доля розкидала світом, нащадки колишніх мешканців Єлисаветграда-Кіровограда-Кропивницького, які хочуть достеменно вивчити власні родові корені. У читальному залі бібліотеки можна почитати свіжу періодику — місцеві та єврейські газети «ВЕК», «Еврейский обозреватель», «Хадашот».
Всесвітній день Голокосту покладають до пам'ятного знака квіти, вшановують пам'ять безневинно загиблих. Загалом уся експозиція музею висвітлює понад 30 тем. Саме наш заклад виявився першим єврейським музеєм в Україні і став прикладом для громад інших міст.

### Греки у Кропивницькому
У Єлисаветграді греки почали поселятись одночасно із заснуванням фортеці Святої Єлисавети. Відразу по заснуванні фортеці біля неї забудовуються форштадти (квартали для цивільного населення) — передмістя Подол, Пермські табори та Грецьке. Останнє отримало таку назву, бо саме там в основному воліли поселятися греки.
Найбільша їх кількість переселилася з Македонії, інші з Константинополя та з островів, двоє вийшли з Січі Запорізької, були вихідці також з Австро-Угорщини, Бессарабії, з Ніжина, а також із Венеції. Утім, чисельність грецької колонії у місті ніколи не була великою. В останні роки царювання імператриці Єлисавети Петрівни греків тут нараховувалось (без робітників) трохи більше як 50 душ з дружинами та дітьми.
У 1760 році під керівництвом ще одного вихідця з Венеції — Єфима Темелія — Єлисаветградські греки виступили з клопотанням про спорудження свого храму у місті та про відкриття при тому храмі «страннокриимнаго дома» для «убогих безъязычных» «из их братии». Стосовно останнього ми ніяких відомостей не маємо, а щодо храму, то вже у наступному році греки — майстри з Ніжина розпочали роботу. Спорудження тривало близько семи років. Середній престол церкви було освячено 1766 року в ім'я Володимирської Божої Матері, хоча боковий вівтар не було закінчено ще і в цей час. Отже, єлисаветградські греки мали у місті свою церкву та завідували через титарів її справами, збільшуючи церковну казну віддачею грошей під відсотки. Крім того, вони мали вибраного та домовленого священика, який здійснював богослужіння грецькою мовою.
Наприкінці XVIII століття у Єлисаветграді нараховувалось вже більш як сто греків. У середині 70-х років переважна більшість їх переселилась до Маріуполя. У єлисаветградському ревізькому реєстрі 1811 року вже показані лише дві родини, що залишилися від грецької колонії міста XVIII століття: Фундуклеї та Петрови. Про родину Фундуклеїв у Кропивницькому і досі нагадує центральна міська площа. Адже цю ділянку землі 1 вересня 1839 року було подаровано місту статським радником сенатором Ю. І. Фундуклеєм.

## Мовний склад

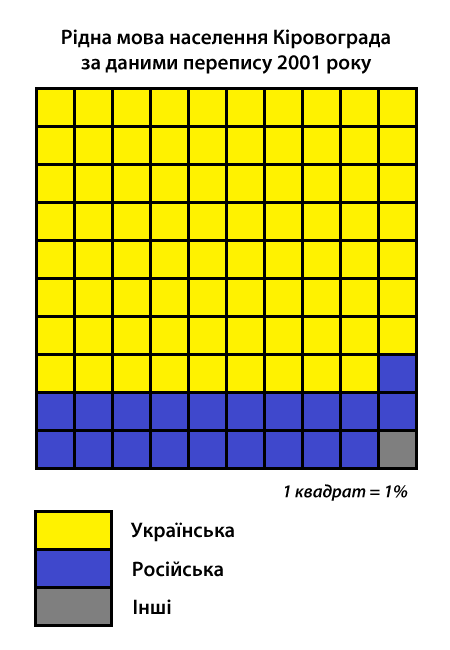
Рідна мова населення Кропивницького за даними перепису 2001 року

Динаміка рідної мови населення Кропивницького за переписами, %
| Мова       | 1897 | 1926 | 1989 | 2001 |
| ---------- | ---- | ---- | ---- | ---- |
| Українська | 23,6 | 25,9 | 69,3 | 79,7 |
| Російська  | 34,6 | 54,1 | 29,3 | 19,6 |
| Єврейська  | 37,8 | 18,1 | 0,1  | 0,01 |

Українська мова є основною та єдиною офіційною мовою міста.
Згідно з опитуваннями, проведеними Соціологічною групою «Рейтинг» у 2017 році, українською вдома розмовляли 27 % населення міста, російською — 31 %, українською та російською в рівній мірі — 40 %.
Згідно з опитуванням, проведеним Міжнародним республіканським інститутом у квітні-травні 2023 року, українською вдома розмовляли 77 % населення міста, російською — 20 %.
Згідно з опитуванням, проведеним Міжнародним республіканським інститутом у квітні-травні 2024 року, українською вдома розмовляли 86 % населення міста, російською — 42 % (на відміну від опитування 2023 року було дозволено вибір кількох варіантів).

## Релігійний склад
Більшість вірян належать до православних церков різних конфесій (УПЦ МП, ПЦУ). У місті діють єпархіальні управління УПЦ МП та ПЦУ, мають свої храми православні, католицька та юдейська громади, об'єднання церков ЄХБ.